# جاكوبس فان كورتلاند
جاكوبس فـان كورتلاند هو سياسي أمريكي، ولد في 1658 في نيو أمستردام، وتوفي في 1739 في Bergen Township, New Jersey (1661–1862) ‏ في الولايات المتحدة. انتخب عمدة مدينة نيويورك (1719 – 1720) وانتخب عمدة مدينة نيويورك (1710 – 1711) وانتخب عمدة مدينة نيويورك.